# Людьес
Людье́с (фр. Ludiès) — коммуна во Франции, находится в регионе Юг — Пиренеи. Департамент коммуны — Арьеж. Входит в состав кантона Восточный Памье. Округ коммуны — Памье.
Код INSEE коммуны — 09175.

## Население
Население коммуны на 2008 год составляло 77 человек.
| 1962 | 1968 | 1975 | 1982 | 1990 | 1999 | 2008 |
| ---- | ---- | ---- | ---- | ---- | ---- | ---- |
| 36   | 46   | 41   | 33   | 43   | 49   | 77   |

## Экономика
В 2007 году среди 42 человек в трудоспособном возрасте (15—64 лет) 30 были экономически активными, 12 — неактивными (показатель активности — 71,4 %, в 1999 году было 68,6 %). Из 30 активных работали 28 человек (14 мужчин и 14 женщин), безработных было 2 (1 мужчина и 1 женщина). Среди 12 неактивных 4 человека были учениками или студентами, 6 — пенсионерами, 2 были неактивными по другим причинам.